# Cometochus guadeloupensis
Cometochus guadeloupensis là một loài bọ cánh cứng trong họ Cerambycidae.